# Surasa Mairer
Surasa Mairer (* 6. März 1959, St. Justina in Österreich als Paula Mairer) ist eine Ultramarathonläuferin. Sie arbeitet als Sekretärin und wohnt in Wien. Surasa ist eine Schülerin des indischen Guru Sri Chinmoy.

## Biographie
Als Kind mochte Mairer Turnen, trieb aber selber nie Sport, insbesondere Laufen mochte sie nicht. 1974 bis 1977 ging sie auf die Fachschule für Wirtschaftliche Frauenberufe in Lienz. 1981 erhielt sie das Diplom der Europäischen Sekretärinnen Akademie, und von 1977 bis 1991 war sie Sekretärin am Institut für Metrologie und Geophysik der Universität in Innsbruck. Mit dem Laufen begann Mairer erst 1987 im Alter von 28 Jahren. „Seit damals versuche ich, die Lehre des integralen Yoga-Weges zu gehen. Ein Teil dieser Lehre ist sportliche Fitness.“ Im September 2004 begann sie mit dem Rückwärtslaufen. Bei der Impossibility-Challenger-Veranstaltung in München versuchte sie erstmals, einen Marathon rückwärts zu laufen.

„Diese Läufe haben mich gelehrt, dass wir uns mit unserem Verstand selbst die Grenzen setzen und das man diese so genannten Grenzen transzendieren kann.“

## Siege und Rekorde
- 1999 und 2000 Gewinnerin des 1000-Meilen-Laufs (1600 km)[6]
- 2000–2003 Gewinnerin des Sri Chinmoy Ultra Trio 1000 Mile Race[1]
- 2007 Gewinnerin des 10-Tage-Laufs in New York[1][7]
- 2011 Weltrekorde im Rückwärtslaufen der Distanzen von 5 km, 10 km, Halbmarathon und Marathon[6][5][2][3]
- 2011, 2013, 2015 und 2018 Gewinnerin des Self-Transcendence 3100 Mile Race[8][9][10]

Weltrekorde über 1000 km, 700 Meilen und 1300 Meilen